# Кракамп, Эмануэле
Эмануэле Кракамп (итал. Emanuele Krakamp; 13 февраля 1813 года, Мессина, королевство Сицилия — ноябрь 1883 года, Неаполь, королевство Италия) — итальянский композитор и флейтист.

## Биография
Эмануэле Кракамп родился в Мессине (по другой версии в Палермо) 13 февраля (по другой версии 3 февраля) 1813 года в семье флейтиста  Франческо Кракампа и Нунции Патти. Начальное музыкальное образование получил от отца. С 1821 по 1830 год играл на флейте в оркестре театра Муницьоне. В 1830 и 1831 годах был первой флейтой в оркестре.
В 1832 году в Мессине женился на Анне Марии Маркезе. Выступал с концертами в Италии и за границей, где находился в течение длительного времени. В 1841 году поселился в Неаполе, где Саверио Меркаданте, директор консерватории Сан-Пьетро-а-Майелла, назначил его инспектором высших классов консерватории. В то же время музыкант получил почетное звание первой флейты в оркестре графа Сиракуз.
В 1848 году из-за симпатий либеральному движению был вынужден покинуть Неаполь. Выступал с концертами в крупнейших городах Европы и Северной Африке. В Египте он был возведён в кавалеры Ордена Нишам. В 1849 году прервал выступления, чтобы участвовать в борьбе за Римскую республику. Тогда же стал масоном и активным сторонником Джузеппе Гарибальди.
В 1860 году вернулся в Неаполь, где был назначен профессором на кафедре духовых инструментов в консерватории Неаполя. В 1862 году основал квартет. В следующем году опубликовал в Неаполе проект по реорганизации военной музыки в королевстве Италия.
Наряду с неустанной организационной деятельностью, Эмануэле Кракамп продолжал выступать с концертами, главным образом в салонах аристократов. В 1874 году оставил кафедру духовых инструментов. Разработал метод игры на флейте системы Теобальда Бёма, который оценили и приняли во всех консерваториях ещё при жизни автора. Для этого инструмента были написаны многочисленные сочинения.
В последние годы жизни, страдая тяжелой формой глухоты и слепоты, он больше не мог преподавать. В возрасте 65 лет женился во второй раз. Эмануэле Кракамп умер в Неаполе в ноябре 1883 года.

## Творческое наследие
Творческое наследие включает около 300 сочинений для флейты, кларнета, фагота и тромбона, некоторые из которых собраны в программные альбомы.